# Vlag van Zwalm
De vlag van Zwalm werd door de gemeenteraad op 25 maart 1980 officieel vastgesteld als de gemeentelijke vlag van de Oost-Vlaamse gemeente Zwalm. Op 3 september 1980 werd hij door het koninklijk besluit bevestigd en uiteindelijk gepubliceerd op 16 oktober 1980 in het officiële Belgisch Staatsblad.
Officieel wordt de vlag beschreven als:
Blauw met twaalf vijfpuntige gele sterren cirkelsgewijze geplaatst rond een twaalfpuntige ster van hetzelfde en een rode binnenzoom
De 12 kleine sterren verwijzen naar de 12 voormalige gemeenten die zijn opgegaan in de gemeente Zwalm, zelf vertegenwoordigd door de centrale, grotere ster. De kleuren van de vlag zijn afkomstig op het gemeentewapen. De sterren van de vlag lijk sterk op de vlag van Europa.

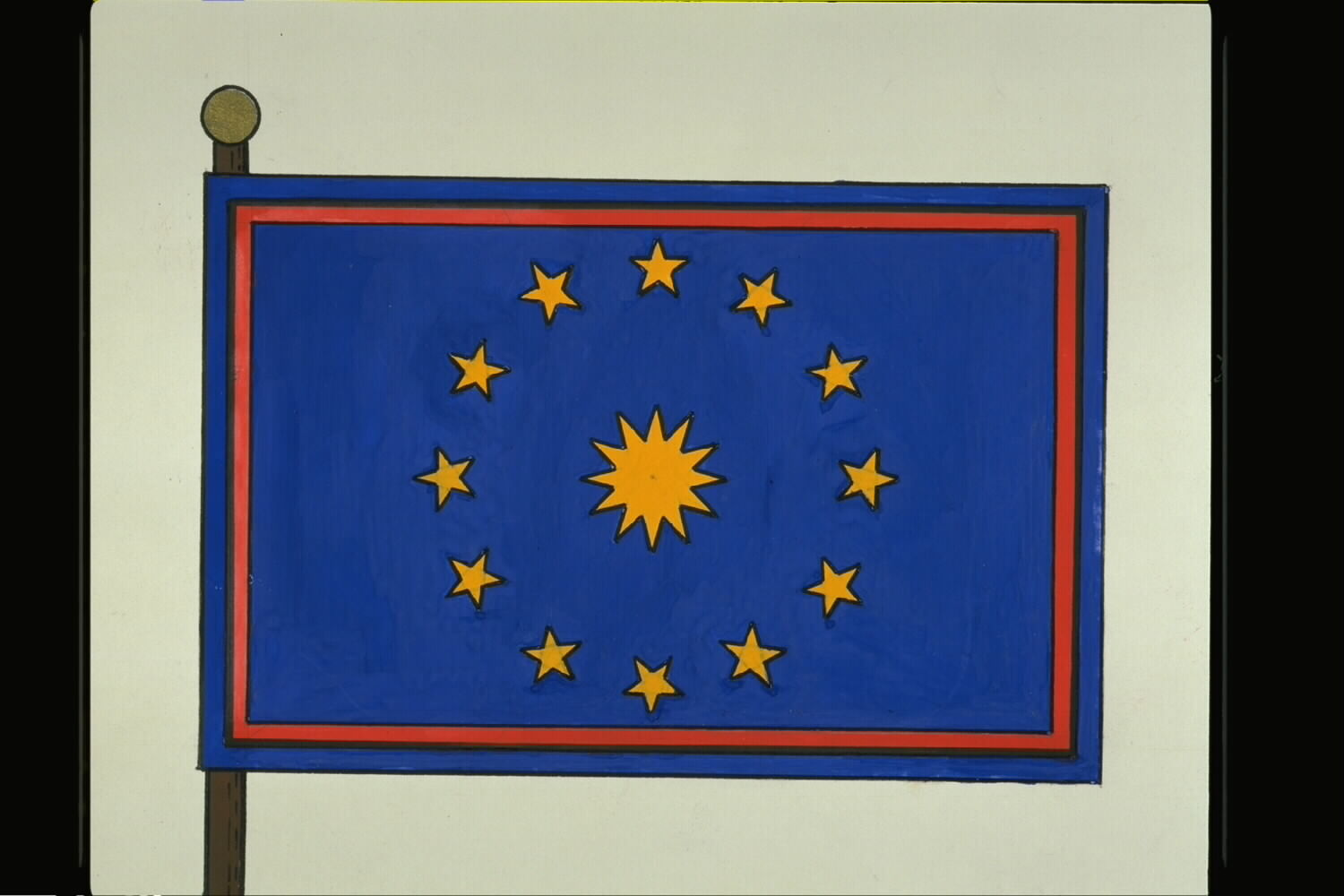
Officiële tekening van de vlag
Vlag van Europa